# Isla Manono
Manono es una isla de Samoa, localizada en el estrecho de Apolima, entre las islas principales de Savai'i y Upolu, el punto más al oeste de Upolu. Como las otras islas del estrecho de Apolima, es parte del distrito Aiga-i-le-Tai, que se basa principalmente en Upolu, ocupando su extremo occidental. Manono tiene un área de 3 kilómetros cuadrados. La población es de 773 pobladores (censo 2001) se distribuye entre cuatro aldeas:
- Apai, al oeste (102 habitantes);
- Faleu, al sur (329 habitantes);
- Lepuia'i, al suroeste (184 habitantes);
- Salua, al norte (158 habitantes) .

De las cuatro islas habitadas de Samoa, es la tercera en cuanto población, después de las islas mucho más grandes Upolu y Savai'i, y antes de Isla Apolima. No se permite tener ninguna clase de perros en la isla. No hay coches tampoco; apenas una senda para peatones que bordea la costa. A principios del siglo XIX la isla, a veces, fue llamada «Flat Island», porque consiste en una colina pequeña, plana y un terreno de bajo, que es solamente visible a corta distancia.
- Datos: Q681871
- Multimedia: Manono / Q681871